# Angry Dad: The Movie
Angry Dad: The Movie, titulado Papá Enojado: La Película en Hispanoamérica y Papá Rabioso: La Película en España, es el decimocuarto episodio de la vigesimosegunda temporada de la serie animada Los Simpson. Fue estrenado el 20 de febrero de 2011 en EE. UU. por la cadena FOX. La trama del episodio consiste en que Bart gana muchos premios por su corta nueva película basada en su web y serie de dibujos animados, "Papá Rabioso" (Papá Enojado en Latinoamérica), que fue presentado por primera vez en "Estoy furioso (amarillo)", mientras que Homer se atribuye el mérito de la película durante los discursos de aceptación.

## Argumento

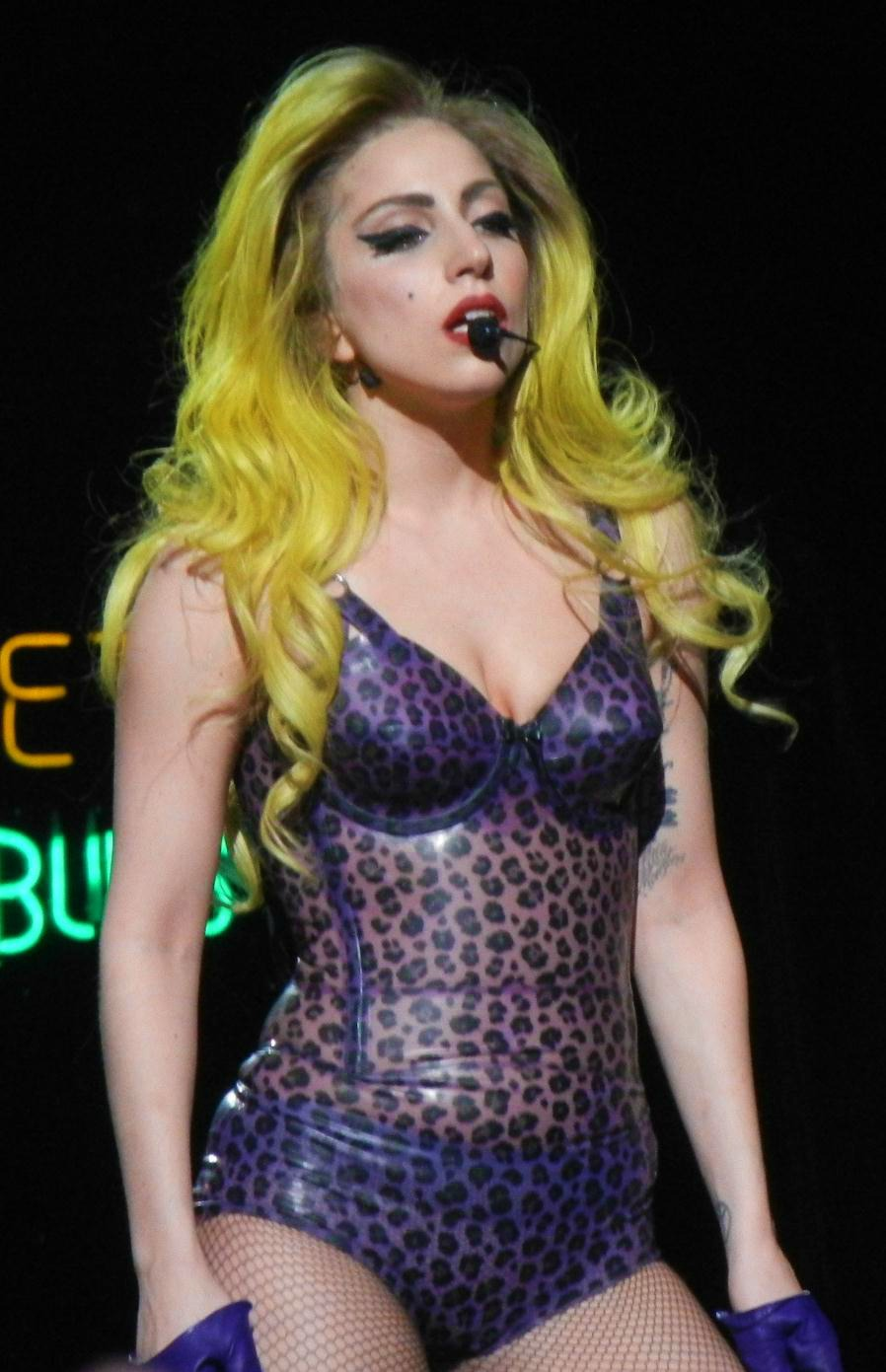
Lady Gaga aparece en este episodio junto a Elton John paseando en la alfombra roja y cenando con Ricky Gervais.

Bart es visitado por Ermon Millwood, cuya empresa produce películas de dibujos animados para la web. Millwood le ofrece a Bart la oportunidad de hacer una adaptación cinematográfica de la serie de dibujos animados que él creó, "Papá Enojado". Bart acepta, y Milwood lo lleva a los estudios de cine. Homer tiene muy pronto la oportunidad de ser la voz de Papá enojado, ya que el actor de doblaje de la serie original de Papá Enojado se ha salido de la serie por no ser pagado. Durante la prueba de audiencia, la película recibe una recepción horrible. Lisa convence a Bart para eliminar todas las partes que a la audiencia que no le gustaban, con lo que queda un cortometraje. La película es poco después nominada a un Globo de Oro al mejor cortometraje de animación. En la ceremonia de los Globos de Oro, Papá enojado gana, y Homer se atribuye el mérito en su discurso de aceptación para la creación de la película, para consternación de Bart. Asimismo, Homer toma el crédito en muchas ceremonias de otros premios. Pronto Papá Enojado recibe un premio de la Academia de nominación para Mejor Cortometraje de Animación. De la frustración en contra de Homero para tomar el crédito, Bart trata de distraer a Homer de ir haciendo que él y Marge vayan a un viaje por atracciones de Los Ángeles, mientras él y Lisa asisten a los premios. Sin embargo, Homer es reconocido por otros que lo llevan a la ceremonia. Homer llega a tiempo para ganar el Oscar. Bart va a aceptar el Oscar y agradece a Lisa por tener la idea de hacer la película en un cortometraje, el estudio de animación, y a Homer. Tocados por la presencia, Homer se pone de pie en el escenario con Bart y se disculpa con él para tomar todo el crédito, y los dos están de acuerdo para cortar el Oscar y dar un pedazo a cada uno en el equipo de animación. Bart le pregunta si Homer había tenido un reemplazo de la Academia , pero Homer le confiesa que el premio está a sólo cinco dólares en eBay, mientras que Maggie chupa la estatuilla.

## Producción
"Papá Enojado" apareció por primera vez en la temporada 13, en el episodio "I Am Furious (Yellow)". En el show, es un libro de historietas y series web que Bart crea basados en los constantes arranques de ira de Homer. En este episodio, Bart y Homer hacen un corto sobre el personaje, que ha recibido una serie de premios. El productor ejecutivo Al Jean dijo que es "un poco de una sátira de las diferentes aceptaciones de los Oscar en las que dos personas claramente corren hacia el escenario para llegar en primer lugar, y Homer y Bart están luchando por ser el que acepta."